# John D. Waiheʻe III
John David Waiheʻe III (Honokaa, 19 maggio 1946) è un politico statunitense, governatore delle Hawaii dal 1986 al 1994, il primo di discendenza nativo-hawaiana ad essere eletto tale.

## Biografia
Laureato in storia e imprenditoria alla Andrews University del Michigan, si candida per la prima volta a governatore delle Hawaii nel 1986 come democratico per le elezioni governative. Vincerà con il 52% dei voti ed entrerà in carica il 2 dicembre. Verrà riconfermato anche per un secondo mandato nel 1990.
Conclusa l'esperienza da governatore nel 1994, attualmente risiede a Washington.